# Eois trillista
Eois trillista är en fjärilsart som beskrevs av W. Warren 1905. Eois trillista ingår i släktet Eois och familjen mätare. Inga underarter finns listade i Catalogue of Life.